# 堀埜一成
堀埜 一成（ほりの いっせい、1957年6月7日 - ）は、日本の経営者。サイゼリヤ社長を務めた。富山県出身。

## 来歴・人物
京都大学農学部を経て、1981年に京都大学大学院農学研究科を卒業し、同年に味の素に入社。2000年にサイゼリヤに転じて、取締役に就任し、2009年4月に社長に就任。2022年9月に一身上の都合により、社長を退任。

## 著書
- 『サイゼリヤ元社長がおすすめする図々しさ　リミティングビリーフ　自分の限界を破壊する』 日経BP 2023年5月 ISBN 978-4296202027
- 『サイゼリヤ元社長が教える 年間客数２億人の経営術』 ディスカヴァー・トゥエンティワン 2024年5月 ISBN 978-4799330395